# Nahverkehr in Gelsenkirchen
Der öffentliche Personennahverkehr in Gelsenkirchen wird durch die Verkehrsmittel Omnibus, Straßenbahn, Stadtbahn sowie von S-Bahn und Regionalzug erbracht. (Der Regional-Express hält in Gelsenkirchen nur einmalig am Hauptbahnhof.) Dabei wird das Verkehrsnetz durch die besondere bipolare Stadtstruktur mit den beiden Zentren Altstadt (mit dem Hauptbahnhof) im Süden und Buer im Norden bestimmt. Betrieben werden die Linien primär von der Bochum-Gelsenkirchener Straßenbahnen AG (BOGESTRA) und im Norden der Stadt durch die Vestischen Straßenbahnen GmbH (Vestische, reiner Busbetrieb). Einzelne stadtgrenzüberquerende Buslinien werden (teilweise als Gemeinschaftsstrecken mit der BOGESTRA) von den Unternehmen Ruhrbahn, Stadtwerke Oberhausen (STOAG) und Busverkehr Rheinland (BVR) betrieben. Den Schienenpersonennahverkehr führen DB Regio NRW, VIAS Rail und die NordWestBahn aus. Alle Verkehrsmittel können zu einheitlichen Tarifen im Verkehrsverbund Rhein-Ruhr (VRR) genutzt werden.

## Wichtige Knotenpunkte

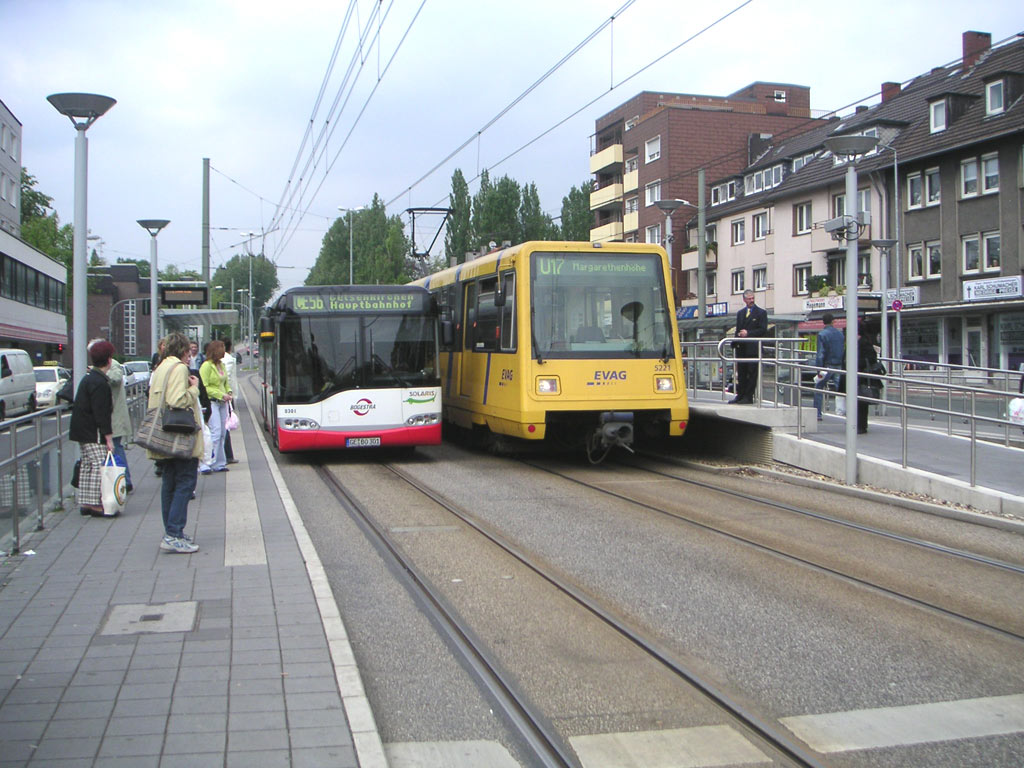
Verknüpfungspunkt Horst, Buerer Str.: Solaris Urbino, BOGESTRA auf der Linie CE 56 (Neu: SB 36) und Stadtbahn U 11 der Ruhrbahn. Meterspurige Gleise: Linie 301

- Altstadt, Hauptbahnhof: Verknüpfung von Straßenbahn (unterirdisch), Bus und Regional-/Fernverkehr der Deutschen Bahn.
- Altstadt, Musiktheater: Umsteigepunkt in der nördlichen Innenstadt zwischen Straßenbahn- und Busverkehr.
- Buer, Buer Rathaus: wichtiger Umsteigepunkt mit Busbahnhof für die nördlichen Stadtteile und nach Gladbeck, Dorsten, Marl, Herten, Recklinghausen, Oberhausen über Bottrop; insbesondere Anschluss Straßenbahn 302 zum/vom Hauptbahnhof (Gelsenkirchen und Bochum).
- Horst, Buerer Str.: Verknüpfung mit Buer, Altstadt/Hauptbahnhof und Bottrop, Gladbeck, Essen.
- Erle, Marktstr. oder Erle Forsthaus: Verknüpfung mit Resse, Beckhausen und Herne-Wanne.

## Straßenbahn und Stadtbahn

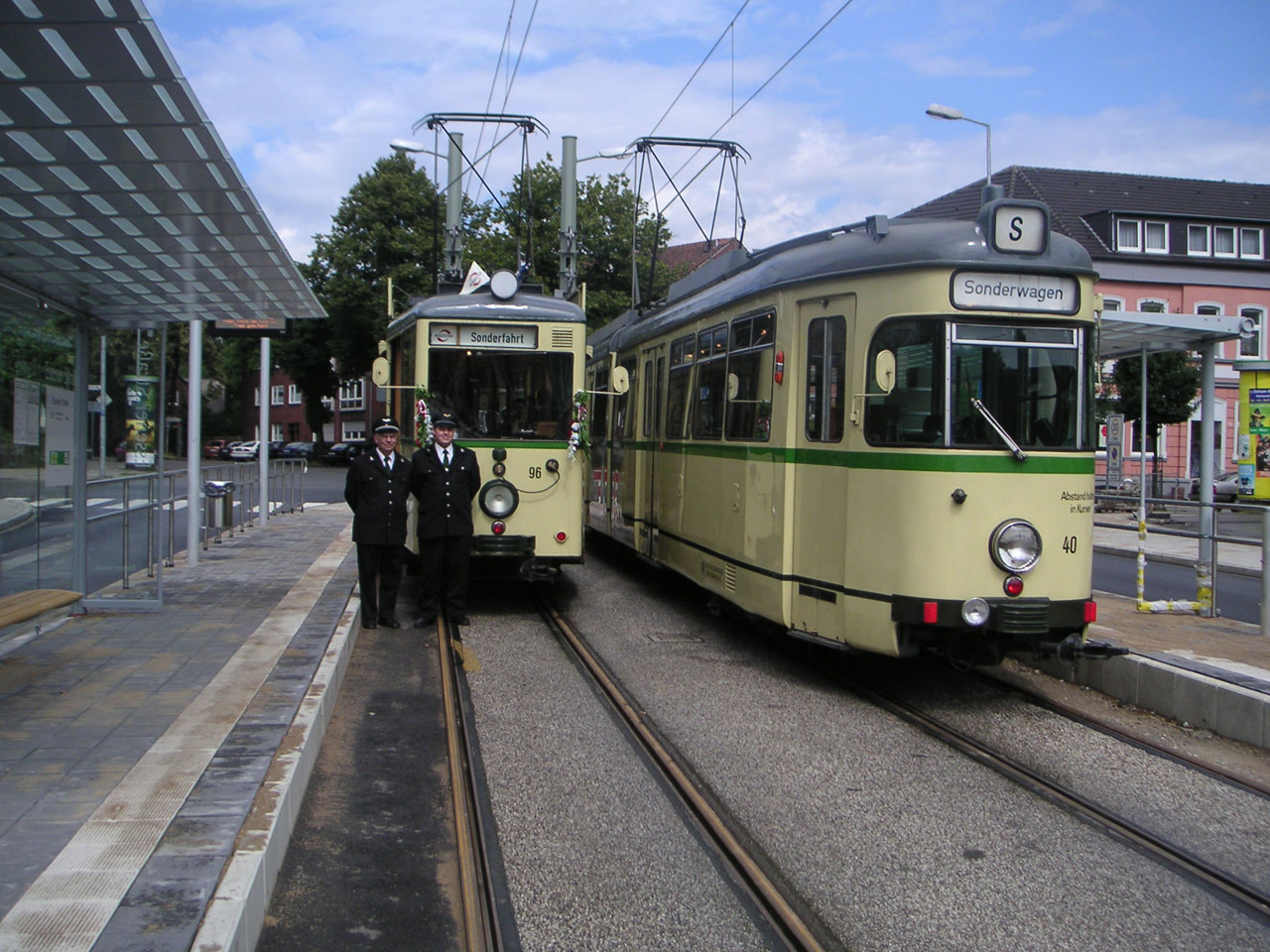
Die historischen Wagen 96 & 40 der BOGESTRA in der Haltestelle Essener Straße

### Geschichte
Ursprünglich existierte in Gelsenkirchen ein dichtes Straßenbahnnetz, dessen erste Linie von Siemens & Halske (als Vorläufer der BOGESTRA) am 3. November 1895 vom Alten Markt nach Bismarck eröffnet wurde. Seine größte Ausdehnung erreichte das Netz um 1950. Aber bereits ab Mitte der 1950er Jahre wurden wichtige Verbindungen, wie die Linie 3 von Horst über Hauptbahnhof nach Ückendorf und die Linie 4 von Rotthausen über Altstadt nach Wanne-Eickel auf Busbetrieb umgestellt. 1984 wurde ein erster Stadtbahntunnel zwischen den Rampen Rheinelbestr. und Musiktheater mit den Bahnhöfen Hauptbahnhof und Neumarkt (heute Heinrich-König-Platz) fertiggestellt. 1994 ist dieser Tunnel Richtung Norden mit fünf weiteren unterirdischen Stationen bis zur Rampe Zoom Erlebniswelt verlängert worden. Er ist Teil einer geplanten Stadtbahnlinie U21 von Buer Nord (S) – Buer Rathaus – Erle – Hauptbahnhof – Bochum im Stadtbahnnetz Rhein-Ruhr, deren Realisierung aber aus finanziellen Gründen ungewiss ist.
Im nördlichen Stadtgebiet fuhren hingegen die Vestischen Straßenbahnen, deren Vorläufer, die Recklinghausener Straßenbahnen, die erste Linie im Stadtgebiet von Buer am 1. Mai 1908 von Herten über Resse eröffneten. Im Jahr 1982 hat die Vestische jedoch den Straßenbahnverkehr vollständig eingestellt und durch Busse ersetzt.

### Aktuell
Heute verkehren eine normalspurige Stadtbahn und drei meterspurige Straßenbahnlinien, die abschnittsweise als U-Straßenbahn geführt werden.
| Linie | Linienweg | Takt Mo–Fr/Sa/So | Betrieb           |
| U11   | Horst, Buerer Str. – Essen Hbf – Messe/Gruga                                                                                | 10/15/15         | Ruhrbahn          |
| 107   | Hauptbahnhof – Trabrennbahn – Essen Hbf                                                                                     | 20/30/30         | Ruhrbahn/BOGESTRA |
| 301   | Hauptbahnhof – Zoom Erlebniswelt – Buer Rathaus/Kunstmuseum – Horst, Essener Str.                                           | 7,5/15/151-30    | BOGESTRA          |
| 302   | Buer Rathaus – Veltins-Arena – Hbf (GE) – Wattenscheid – Bochum Hbf – Bochum-Laer Mitte/O-Werk – Bahnhof Bochum-Langendreer | 7,5/15/30        | BOGESTRA          |

1: 15-Min-Takt an Sonntagen nur in den Sommermonaten
Die Linie U11 (bis Januar 2010 U17) ist die einzige „echte“ Stadtbahnlinie in Gelsenkirchen und wird mit B-Wagen bzw. Dockland-Wagen in Normalspur auf eigenem Bahnkörper mit Hochbahnsteigen betrieben. Sie hat auf Gelsenkirchener Stadtgebiet lediglich drei Haltestellen.
Die Linie 107 wird mit meterspurigen M8D-NF 2-Niederflurwagen der Ruhrbahn befahren und wendet seit Juni 2015 bereits im U-Bahnhof Essen Hauptbahnhof statt in Bredeney. Da am frühen Samstagmorgen im Stadtgebiet von Gelsenkirchen keine Straßenbahnen der Ruhrbahn verkehren, führt die BOGESTRA zu dieser Zeit zwischen Gelsenkirchen Hauptbahnhof und Trabrennbahn (Stadtgrenze nach Essen) Fahrten mit eigenen Fahrzeugen durch.
Die Linie 301 befördert jährlich über 7,4 Mio. Fahrgäste (Stand 2005). Sie ist die einzige Straßenbahnlinie, die ausschließlich auf Gelsenkirchener Stadtgebiet verkehrt. Dabei verläuft sie auf den ersten 4,8 km im Stadtbahn-Tunnel Hauptbahnhof – Zoom Erlebniswelt (ehemals Ruhr-Zoo), wobei eine unmittelbare Verknüpfung mit dem SPNV am Haltepunkt Gelsenkirchen-Zoo nicht gegeben, sondern ein Fußweg zur Tunnelstation „Trinenkamp“ notwendig ist. An der Oberfläche, im weiteren Verlauf -zwischen Erle Forsthaus und Middelicher Str.- wurde die Strecke im Straßenraum mit Seitenbahnsteigen (als Aufpflasterung des Gehweges) ausgebaut. Am Goldbergplatz/Buer Rathaus führt sie ca. 100 m durch eine Fußgängerzone, um dann in Beckhausen am Bahnübergang Buer Süd Bf die Strecke Winterswijk–Gelsenkirchen-Bismarck (heute Dorsten-Dortmund über Castrop-Rauxel Süd, bedient auch den Haltepunkt Zoo) eingleisig und niveaugleich zu kreuzen. Als Besonderheit verkehrt sie zwischen Schloss Horst und Buerer Str. mit der normalspurigen U11 auf 3-Schienen-Gleisen. Da in diesem Bereich eine elektrische Betriebsspannung von 750 V (im Gegensatz zu den sonst netzüblichen 600 V) besteht, können zurzeit auf dieser Linie nur dafür umgebaute ältere Triebwagen vom Typ M6S eingesetzt werden: Die modernen Niederflurbahnen vom Typ NF6D durften nur bis Buer Süd Bf verkehren, da wegen des Einzelrad-Einzelfahrwerks (EEF) Entgleisungsgefahr besteht. Im September 2008 hat der Einsatz der Variobahn auf dieser Linie begonnen, die hier mittlerweile komplett den Betrieb übernommen hat.
Die Linie 302 verbindet als Hauptlinie die beiden Zentren Altstadt und Buer direkt. Sie ist ähnlich einer Stadtbahn ausgebaut, d. h. sie verkehrt auch an der Oberfläche zwischen Musiktheater und Buer Rathaus ausschließlich auf eigenem Bahnkörper mit Bahnsteigen (auf dem Mittelstreifen der vierspurigen Kurt-Schumacher-Str.) und ist an Ampelanlagen bevorrechtigt. In der Regel werden Niederflurbahnen eingesetzt, diese Variobahnen ermöglichen einen stufenlosen Einstieg an Niedrigbahnsteigen. Allerdings verfügen die Haltestellen Veltins-Arena und Emscherstr. über keinen Aufzug (Vandalismusgefahr bzw. bauliche Lage auf einer Brücke). Besondere Bedeutung hat diese Linie als Zubringer zur Veltins-Arena. Um bei Veranstaltungen das hohe Verkehrsaufkommen bewältigen zu können, existiert nördlich der Haltestelle eine 3-gleisige Abstellanlage, südlich ein einzelnes Stellgleis. Die Bahnsteige verfügen pro Richtung über zwei Gleise. Die Linie wurde anlässlich der Fußball-Weltmeisterschaft 2006 zwischen Hauptbahnhof und Buer Rathaus ausgebaut.
Im Einzelnen handelte es sich um folgende Maßnahmen:
- Erneuerung der Fahrleitung und Stromversorgung, um den Strombedarf von NF6D-Doppeltraktionen decken zu können
- Absenkung des Hochbahnsteigs Gelsenkirchen Hbf, damit zwei Doppeltraktionen hintereinander halten können
- Neue Software für die Zugsicherung im Tunnel, um die Zugfolge zu erhöhen.
- Umbau der Haltestelle Veltins-Arena mit großzügiger Überdachung und Bau eines dritten Stellgleises nördlich der Haltestelle.

Richtung Bochum über Ückendorf verkehrt diese Linie im Straßenraum (teilweise in Seitenlage).
Zwischen Februar und Juli 2018 wurde die Fahrplanfrequenz zwischen Gelsenkirchen Hauptbahnhof und Buer Rathaus montags bis freitags versuchsweise auf einen 5-Minuten-Takt verdichtet, dies in Zusammenhang mit der Reduzierung von Feinstaub. Das Projekt wurde mit Beginn der NRW-Sommerschulferien vorerst auf Eis gelegt. Die Taktverdichtung wird während der Hauptverkehrszeit auch im Restjahr und darüber hinaus bis zur unternehmensweiten Fahrplanumstellung im Spätherbst 2019 angeboten. Es ist für beide Linien eine Modifizierung vorgesehen:
Seit dem 15. Dezember 2019 gilt wochentags und teilweise auch samstags bei 301 und 302 der 7½-Minuten-Rhythmus, welcher jedoch als Sieben-Acht-Minuten-Takt gefahren wird, um halbe Abfahrtsminuten zu vermeiden.
In den Gelsenkirchener Stadtbahntunneln wird seit Mitte 2006 der Handynetzempfang technisch unterstützt.
Außerdem existiert in innenstadtnaher Lage (Hauptstr. 55) ein Betriebshof der Bogestra für 35 Bahnen, an dem die Triebwagen für die Linie 301 und für einen großen Teil der Linie 302 beheimatet sind.

## Omnibus

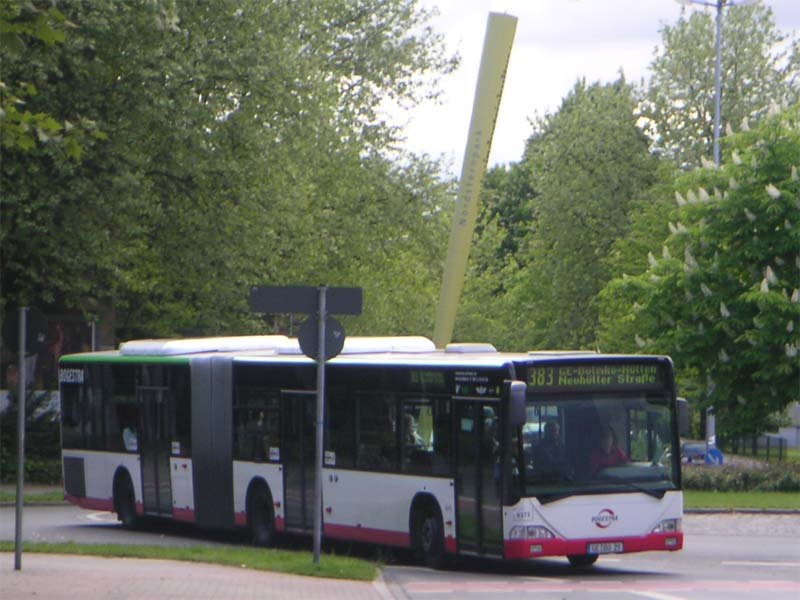
Ein Gelenkbus (Baujahr 2003) der BOGESTRA mit Farbgebung der KÖR am Nordsternpark

Mehr als 30 Buslinien werden von der Bogestra, den Vestischen Straßenbahnen, der Ruhrbahn, der Stoag und dem BVR in Gelsenkirchen betrieben. Davon sind fünf Linien Städteschnellbus (SB). Weiterhin verkehren zwei Linien zur Schwachverkehrszeit als Anrufsammeltaxi (AST), deren Benutzung vorher angemeldet werden muss und einen Zuschlag kostet sowie eine weitere Linie als Taxibus mit Voranmeldung (ohne Zuschlag).
Im Schülerverkehr fahren Einsatz-Wagen, oft auf abweichender Route als die gewöhnlichen Linien.
Auswahl wichtiger Buslinien: (vollständige Übersicht im Bogestra-Gebiet siehe hier)
| Linie     | Linienweg                                                                                           | Takt¹     | Betrieb²        |
| SB 28     | Buer Rathaus – Dorsten ZOB (fährt von dort weiter als SB 18 nach Schermbeck)                        | 30 min    | DB Rheinlandbus |
| SB 29     | Gelsenkirchen Hauptbahnhof – Bottrop Hbf – ZOB Berliner Platz                                       | 60 min    | DB Rheinlandbus |
| SB 36     | Gelsenkirchen Hauptbahnhof – Heßler – Horst – Gladbeck – Kirchhellen                                | 20 min    | Vest/BGS        |
| SB 91     | Buer Rathaus – Gladbeck – Bottrop – Oberhausen                                                      | 20 min    | Vest/STOAG      |
| 155       | Gelsenkirchen-Rotthausen – Essen Hauptbahnhof – Bergerhausen – Kupferdreh                           | 20 min    | Ruhrbahn        |
| 194       | Gelsenkirchen Hauptbahnhof – Rotthausen – Essen-Kray – Steele – Rellinghausen – Bredeney – Haarzopf | 20 min    | Ruhrbahn        |
| 249/SB 49 | Buer Rathaus – Resse – Herten – Recklinghausen                                                      | je 30 min | Vest            |
| 340       | Gelsenkirchen-Rotthausen – Musiktheater – Bulmke-Hüllen – Wanne-Eickel – Holsterhausen              | 20 min    | BOGESTRA        |
| 348       | Essen-Katernberg – Rotthausen – Hauptbahnhof – Bulmke-Hüllen                                        | 20 min    | BOGESTRA        |
| 380       | Buer Rathaus – Erle – Schalke – Hauptbahnhof                                                        | 20 min    | BOGESTRA        |
| 381       | Gelsenkirchen-Rotthausen – Hauptbahnhof – Schalke – Erle – Resse/Buer                               | 20 min    | BOGESTRA        |
| 382       | Gelsenkirchen Hauptbahnhof – Bulmke-Hüllen – Bismarck                                               | 10 min    | BOGESTRA        |
| 383       | Gelsenkirchen-Horst – Heßler – Hauptbahnhof – Ückendorf – Bulmke-Hüllen/Günnigfeld                  | 10 min    | BOGESTRA        |
| 389       | Gelsenkirchen Hauptbahnhof – Wattenscheid – Höntrop                                                 | 20 min    | BOGESTRA        |
| 396       | Buer Rathaus – Beckhausen – Horst                                                                   | 20 min    | BOGESTRA        |

¹: Takt für das Stadtgebiet Gelsenkirchen in der Normalverkehrszeit des Hauptlinienastes

²: BOGESTRA: Bochum-Gelsenkirchener Straßenbahnen; Vest: Vestische Straßenbahnen; STOAG: Stadtwerke Oberhausen; DB Rheinlandbus: BVR Busverkehr Rheinland
Außerdem verkehren auf einzelnen Linien private Busbetriebe (z. B. Reisedienst Nickel, Graf) im Auftragsverkehr von BOGESTRA, Ruhrbahn und der Vestischen. Ferner bestellen BOGESTRA und Vestische seit 1999 gemeinsam neue Busse im Rahmen der Kooperation östliches Ruhrgebiet (KÖR). Diese zeichnen sich durch gemeinsame Ausstattungsmerkmale wie Klimaanlage und einheitliche Farbgebung aus.
In beiden Zentren Gelsenkirchens befinden sich je ein ZOB und zwar in Buer die Haltestelle Buer Rathaus und in der Altstadt am Hauptbahnhof. Die Busbahnhöfe in Buer Rathaus und am Hauptbahnhof wurden 2018 umfassend saniert.
Die BOGESTRA betreibt in Ückendorf (Exterbruch 2) einen Bus-Betriebshof mit Hauptwerkstatt.
Eine Direktverbindung vom Gelsenkirchener Hauptbahnhof zur Fachhochschule Gelsenkirchen besteht kaum: Es verkehrt zu Vorlesungszeiten lediglich der Einsatzwagen E99 in 23 Minuten um 7.42 Uhr nonstop vom ZOB. Dieser durchfährt den Tunnel Vinckestr., was sonst kein öffentliches Verkehrsmittel macht. Alternativ und auch in Gegenrichtung bestehen die Buslinien 399 in etwa neun Minuten vom Rathaus Buer im 10/20-Minuten-Rhythmus oder 342 mit 40-minütiger Fahrzeit ab Wanne-Eickel Hbf über Erle und Beckhausen im Stundentakt.

## S-Bahn und Regionalzüge
S-Bahnen und Regionalzüge haben für den Nahverkehr innerhalb der Stadt Gelsenkirchen keine große Bedeutung. Dies hängt unter anderem mit der Lage der Bahnhöfe zusammen, z. B. befinden sich Buer Süd und Buer Nord außerhalb der buerschen Innenstadt. Außerdem ist von diesen Haltepunkten nicht der Hauptbahnhof in der Altstadt erreichbar. Hinzu kommt die Form der Stadt, die eher länger als breit ist. Bahnstrecken durchqueren Gelsenkirchen aber meist in Ost-West-Richtung; sie sind somit für lokale Relationen weniger geeignet.
Folgende Personenbahnhöfe bzw. Haltepunkte gibt es auf dem Stadtgebiet:
| Station                  | Linien                               |
| Gelsenkirchen Hbf        | S2, RE2, RE3, RE42, RB32, RB35, RB46 |
| Gelsenkirchen-Rotthausen | S2                                   |
| Gelsenkirchen Zoo        | RB43                                 |
| Gelsenkirchen-Buer Süd   | RB43                                 |
| Gelsenkirchen-Buer Nord  | S9                                   |
| Gelsenkirchen-Hassel     | S9                                   |

Diese Stationen (RE halten nur am Hbf) werden von den folgenden Linien des Schienenpersonennahverkehrs bedient:
| Linie                 | Linienweg | Takt                               |
| RE2                   | Osnabrück – Münster – Recklinghausen – Wanne-Eickel – Gelsenkirchen Hbf – Essen – Duisburg – Düsseldorf (Rhein-Haard-Express)    | 60 Min                             |
| RE3                   | Hamm – Dortmund – Herne – Wanne-Eickel – Gelsenkirchen Hbf – Oberhausen – Duisburg – Düsseldorf (Rhein-Emscher-Express)          | 60 Min                             |
| RE42                  | Münster – Recklinghausen – Wanne-Eickel – Gelsenkirchen Hbf – Essen – Duisburg – Krefeld – Mönchengladbach (Niers-Haard-Express) | 30 Min, westlich von Essen: 60 Min |
| S2                    | Dortmund – Herne – Wanne-Eickel – Gelsenkirchen Hbf – Gelsenkirchen-Rotthausen – Essen                                           | 60 Min                             |
| S2-Nachfolge: RB32/35 | (DO Hbf–) Gelsenkirchen Hbf – Essen-Altenessen – Oberhausen – Duisburg (–Mönchengladbach)                                        | Eine/HVZ: Zwei Verbindungen/Stunde |
| S9                    | Haltern – Marl – Gelsenkirchen-Hassel – Gelsenkirchen-Buer Nord – Gladbeck – Bottrop – Essen – Wuppertal                         | 60 Min                             |
| RB43                  | Dortmund – Castrop-Rauxel Süd – Herne – Wanne-Eickel – Gelsenkirchen-Zoo – Gelsenkirchen-Buer Süd – Gladbeck - Dorsten           | 60 Min                             |
| RB46                  | Bochum – Wanne-Eickel – Gelsenkirchen Hbf                                                                                        | 30 Min                             |

## Nachtliniennetz
In den Nächten von Freitag auf Samstag, von Samstag auf Sonntag sowie vor Feiertagen existieren folgende mit Bussen im Stundentakt betriebene Nachtexpresslinien (NE):
| Linie | Linienweg                                                                                 | Betrieb   |
| NE1   | Horst, Essener Str. – Essen, Hauptbahnhof                                                 | Ruhrbahn  |
| NE2   | Bottrop ZOB – Gladbeck – Buer Rathaus – Herten – Recklinghausen                           | Vestische |
| NE9   | Buer Rathaus – Eppmannsweg – Hassel Bahnhof – Herten-Bertlich – Westerholt – Herten Mitte | Vestische |
| NE10  | Bochum Hbf – BO-Wattenscheid – GE Hauptbahnhof – Schalke – Buer Rathaus                   | BOGESTRA  |
| NE11  | Hauptbahnhof – Schalke – Erle – Buer Rathaus                                              | BOGESTRA  |
| NE12  | Ückendorf – Hauptbahnhof – Bulmke-Hüllen – Bismarck – Resse – Buer Rathaus                | BOGESTRA  |
| NE13  | Hauptbahnhof – Ückendorf – Wattenscheid – Essen-Kray – Rotthausen – Hauptbahnhof          | BOGESTRA  |
| NE14  | Rotthausen – Hauptbahnhof – Feldmark – Heßler – Horst – Beckhausen – Buer Rathaus         | BOGESTRA  |
| NE19  | Horst Buerer Str. – Bottrop-Boy – Bottrop ZOB                                             | Vestische |

Außerdem verkehren in den Nächten Regionalzüge und S-Bahnen am Hauptbahnhof. Diese haben innerstädtisch seit dem Fahrplanwechsel 2019/2020 eine gewisse Bedeutung, da die S-Bahn-Linie 2 über Rotthausen auch in den Nachtstunden dort hält. In andere Richtungen ist die Bahn jedoch nicht relevant.

## Park & Ride
Folgende Park & Ride-Plätze stehen zur Verfügung:
- Hauptbahnhof
- Bahnhof Gelsenkirchen-Buer Nord: S-Bahn Linie 9, Buslinien 212, 222, 243, 244, SB28, NE9
- Veltins-Arena: Straßenbahn 302
- ZOOM Erlebniswelt: Straßenbahn 301

## Fahrkartenkauf

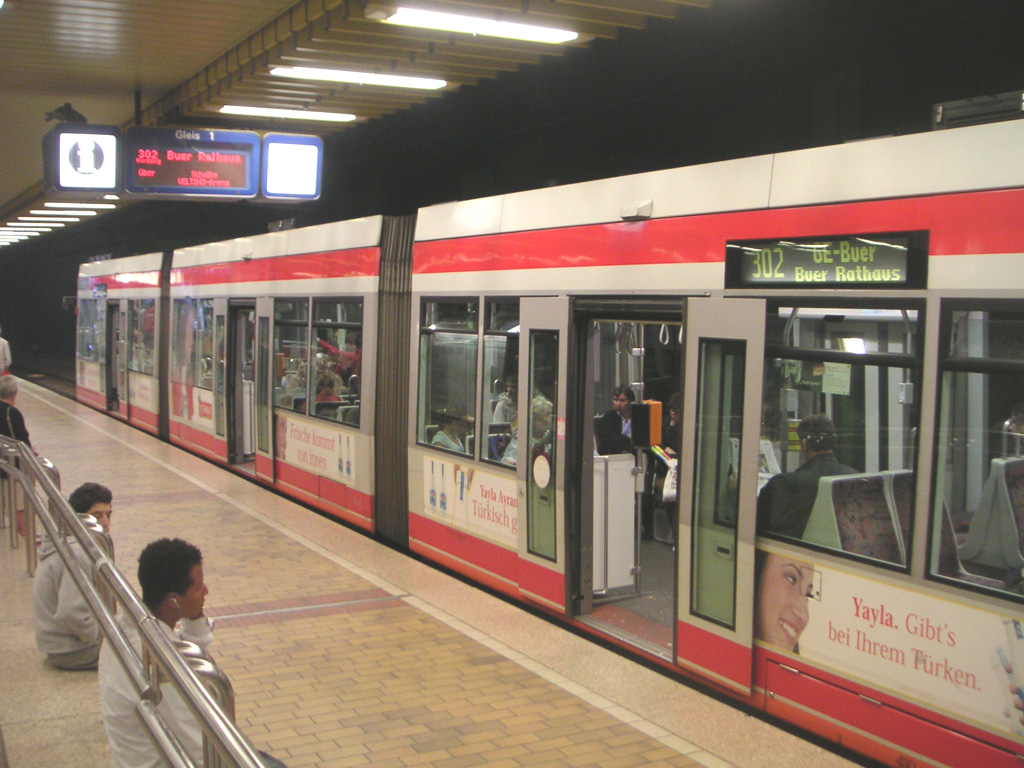
Eine Niederflurbahn NF6D in der Stadtbahnstation Gelsenkirchen Hauptbahnhof

Fahrscheine können an allen Haltestellen der U-Stadtbahn, an den Stationen der DB und an der Haltestelle Buer Rathaus (Automaten neben dem unten erwähnten Kundencenter) oder in den Bussen und Bahnen erworben werden. Zudem befinden sich an sämtlichen Haltestellen der Straßenbahnlinie 107 der Ruhrbahn Automaten, welche auch Fahrplandaten angeben.
Ferner gibt es folgende Vertriebsstellen der BOGESTRA bzw. Vestischen:
- Kundencenter Gelsenkirchen am ZOB, Bahnhofsvorplatz 5
- Kundencenter Gelsenkirchen-Buer Rathaus, Goldbergstraße 1

Darüber hinaus bestehen eine Vielzahl von privaten Verkaufsstellen wie Kioske oder Tabakläden, bei denen ebenfalls Fahrscheine erhältlich sind.
Die mit „U“ bezeichneten Stationen der Straßenbahn bzw. Stadtbahn dürfen nur mit einem gültigen Fahrausweis betreten werden. Dies gilt ebenso für alle Haltestellen der Linie 107 und bei Benutzung von S-Bahn und Regionalzügen. Bei den Bussen darf ganztägig nur an der ersten Tür eingestiegen werden.

## Ausblick und Planungen
Das bedeutendste Projekt der letzten Jahrzehnte für den Nahverkehr in Gelsenkirchen war sicherlich die geplante Stadtbahn U21. Aufgrund fehlender Finanzmittel ist eine Umsetzung dieser Linie nicht mehr zu erwarten. Der bereits gebaute Tunnel wird weiterhin von den bestehenden Straßenbahnlinien genutzt werden. Der Abschnitt Buer Rathaus – Buer Nord bzw. Marler Str. steht im ÖPNV-Bedarfsplan 1998 des Landes NRW und würde die Linie 302 mit der S-Bahn Linie 9 am Bahnhof Gelsenkirchen-Buer Nord verbinden. Allerdings besteht zurzeit kein politischer Wille für diese Verlängerung und der Ratsbeschluss vom 28. April 1994 zu ihrem Bau wurde 2002 wieder aufgehoben.
Für die Linie 301 hat bereits ein großer Umbau der Horster Str. in Beckhausen und Buer, ähnlich dem der Cranger Str. zwischen Erle Forsthaus und Middelicher Str., begonnen. Hierzu werden alle Haltestellen inklusive Goldbergplatz niederflurgerecht ausgebaut. 2007 war zudem geplant, den kurzen eingleisigen Abschnitt der Straßenbahnstrecke in Höhe des Bahnübergangs am Bahnhof Gelsenkirchen-Buer Süd zu beseitigen und die Gleise in die Fahrbahnmitte zu verlegen. Zudem wird eine „Ringschluss“ genannte Verlängerung von Horst über die vierspurige Grothusstraße zum Musiktheater angedacht.
Größeres Projekt für den Busbereich war ein Neubau des Busbahnhofs Buer Rathaus nach modernen Gesichtspunkten. So sind die Haltebuchten entlang der Haltestelle der Linie 302 angelegt, um ein einfacheres Umsteigen zwischen Straßenbahn und Bus zu ermöglichen. Auch der Busbahnhof im Stadtsüden (Gelsenkirchen Hauptbahnhof) wurde seit Herbst 2017 saniert.